# Branchiomaldane labradorensis
Branchiomaldane labradorensis is een borstelworm uit de familie Arenicolidae.
De wetenschappelijke naam van de soort werd in 1987 gepubliceerd door Fournier & Barrie.